# هربرت راش
هربرت راش (بالألمانية: Herbert Rasch)‏ (و. 1915 – 1940 م) هو لاعب كرة قدم ألماني، ولد في أولشتين، كان عضوًا في كتيبة العاصفة، توفي عن عمر يناهز 25 عاماً.

## روابط خارجية
- هربرت راش على موقع عالم كرة القدم.نت (الإنجليزية)